# صوریه
صوریه (به عربی: قریة صوریا باطوفا) یک منطقهٔ مسکونی در عراق است که در استان دهوک واقع شده‌است.